# Funny Money
Funny Money is een komedie uit 2006, met in de hoofdrol Chevy Chase. De film is geregisseerd door Leslie Greif.

## Verhaal
Henry Perkins (Chevy Chase) is een ontwerper van gewaxt fruit. Diens vrouw Carol (Penelope Ann Miller) staat op het punt door te breken als artieste. Wanneer Henry in de metro per ongeluk zijn koffer omruilt met een andere koffer, waarin vijf miljoen dollar zit, krijgt zijn leven een heel andere wending. Terwijl Henry zijn vrouw probeert te overtuigen het geld te houden, wordt hij gezocht door de Russische maffia, de lokale politie en de FBI. Daarnaast krijgt hij ook nog eens te maken met een lijk en zijn bezorgde vrienden.

## Rolverdeling
| Acteur               | Personage     |
| -------------------- | ------------- |
| Chevy Chase          | Henry Perkins |
| Penelope Ann Miller  | Carol Perkins |
| Armand Assante       | Genero        |
| Christopher McDonald | Vic           |
| Robert Loggia        | Feldman       |
| Guy Torry            | Angel         |